# カトウシンスケ
カトウ シンスケ （1981年8月18日 - ）は、日本の俳優。ADONIS A所属。

## 来歴・人物
東京都出身。学生時代に演劇サークルに所属。その後、会社員として働いていたが、「何か表現する者になりたい」と思い立って退職し劇団に加入するも、35歳ごろまではほとんどアルバイト生活であった。
2017年、毎熊克哉とのダブル主演で出演した映画『ケンとカズ』で第31回『高崎映画祭』最優秀新進俳優賞を毎熊とともに受賞。この作品から徐々に俳優としての出演作が増え始め、のちにほぼ俳優として生活できるようになった。
趣味は銭湯で、お気に入りは下高井戸にある月見湯と代々木上原にある大黒湯。
眉が太く、濃い顔の俳優であり、主にバイプレーヤーとして活躍している。

## 出演

### 映画

#### 長編
- ほぞ（2001年）
- ENTANGLED IN TOKYO ～The reward of sin 罪の報酬～（2008年）
- ゴッホのいた星（2011年）
- 萌（2012年）
- あゆみ（2013年）
- ゆく人、くる人 （2013年）
- おんなのこきらい（2014年）
- 海にしずめる（2014年）
- まなざし（2015年）
- クズとブスとゲス（2016年）
- ケンとカズ（2016年）
- ダブルミンツ（2017年）
- Mr.Long/ミスター・ロン（2017年）
- どうしようもない恋の唄（2018年）
- サニー/32（2018年）
- サラバ静寂（2018年）
- ホットミルクみたいな話（2019年）
- どうしようもない僕のちっぽけな世界は、（2019年）- クラ 役
- 最初の晩餐（2019年）
- 影に抱かれて眠れ （2019年）
- サムライマラソン（2019年）
- 浜辺のゲーム（2019年）
- 佐々木、イン、マイマイン（2020年）
- シュレーディンガーの猫（2020年）
- 一度死んでみた（2020年）
- 魚座どうし（2020年）
- 風の電話（2020年）
- 名も無い日（2021年）
- 藍に響け（2021年）
- 偽りのないhappy end（2021年)
- ONODA 一万夜を越えて（2021年）
- 誰かの花（2021年） - 主演・野村孝秋 役
- そしてバトンは渡された（2021年） - 森宮の同僚 役
- ツーアウトフルベース（2022年）
- 海の夜明けから真昼まで（2022年）[4]
- グッドバイ、バッドマガジンズ（2022年10月、ピークサイド） - 伊勢崎義一郎 役[5]
- ある男（2022年年11月） - 柳沢 役[6]
- 大名倒産（2023年6月、松竹） - 白田新左エ門 役
- 緑のざわめき（2023年） - 長老 役[7][8]
- 放課後アングラーライフ（2023年） - めざしの父 役[9]
- 福田村事件（2023年） - 平澤計七 役[10]
- ダウンタウン・ユートピア（2023年） - 三藤茂 役[11][12]
- 義父養父（2023年）[13]
- Polar Night（2023年）[14]
- ミッシング（2024年）[15]
- ブルーイマジン（2024年）[16]
- 若き見知らぬ者たち（2024年）[17]
- 重ねる（2024年） - 蒲拓也 役[18][19]
- 敵（2025年）[20]
- ゆきてかへらぬ（2025年） - 辰野教授 役[21]
- また逢いましょう（2025年）[22]
- てっぺんの向こうにあなたがいる（2025年公開予定）[23]
- 男神（2025年公開予定）[24]

#### 短編
- サイン（2012年）
- DRIVE ME CRAZY（2015年）
- 深入（2015年）
- ヒゲとレインコート（2019年）
- Prowler（2019年）
- 化身（2020年）
- 決着 (2020年)
- 朝になったり (2020年)
- MIRRORLIAR FILMS plus『化身』（2021年10月15日、and pictures）
- ピッグダディ（2024年）[25]

### テレビドラマ
- 連続テレビ小説 ひよっこ（2017年、NHK総合）
- この恋はツミなのか!?（2018年、MBS／TBS）
- 名もなき復讐者 ZEGEN（2019年、カンテレ）
- おいしい給食（2019年、TVK／TOKYO MX）
- ワカコ酒 Season5 第3夜（2020年4月21日、BSテレ東） - 店長 役
- 正しいロックバンドの作り方 第2話（2020年4月28日、日本テレビ）
- 女子グルメバーガー部 第10話（2020年9月12日、テレビ東京） - 小木野 役
- スポットライト 第11話（2020年9月15日、TOKYO MX）
- レッドアイズ 監視捜査班 第8話（2021年3月13日、日本テレビ） - 中富川 役
- 大河ドラマ 青天を衝け 第2回・第3回（2021年2月21日・28日、NHK） - 藤兵衛 役
- 前科者 -新米保護司・阿川佳代-（2021年、WOWOW）
- 勝利の法廷式（2023年、読売テレビ・日本テレビ） - 早乙女蓮 役[26]
- 日常の絶景（2023年9月20日 - 10月4日、テレビ東京） - 平良 役
- ブラックファミリア〜新堂家の復讐〜（2023年、読売テレビ・日本テレビ） - 高瀬卓郎 役[27]
- 連続ドラマW OZU 〜小津安二郎が描いた物語〜 第1話「出来ごころ」（2023年、WOWOW）[28]
- アイドル誕生 輝け昭和歌謡（2023年12月1日、NHK BSプレミアム4K / 2024年1月2日、NHK BS） - 村上司 役
- 闇バイト家族 第9話 - 第11話（2024年3月2日 - 16日、テレビ東京） - シャオユー 役
- ９５ 第1話 - 第3話・第5話 - 第9話（2024年4月8日 - 22日・5月6日 - 6月3日、テレビ東京） - メケメケのマスター 役[29]
- ソロ活女子のススメ4 第4話（2024年4月25日、テレビ東京） - 常連客 役[30]
- ROOM〜史上最悪の一期一会（2024年8月27日 - 9月24日、BS-TBS・BS-TBS 4K） - 甲斐輝彦 役[31]
- 財閥復讐〜兄嫁になった元嫁へ〜（2025年1月6日 - 3月10日、テレビ東京） - 高橋 役[32]
- Dr.アシュラ 第6話（2025年5月21日、フジテレビ） - 小林大貴 役[33]
- 下山メシ 高崎篇（2025年6月27日、テレビ東京） - 桧山 役[34]

### Webドラマ
- ガンダムビルドリアル（2021年） - 仙道周士 役[35]
- 龍が如く〜Beyond the Game〜（2024年） - マニー 役
- TOKYO butterfly NIGHT（2025年）[36]

### 舞台
- オーストラ・マコンドー「チック」 / 倉本朋幸(2015年）
- オーストラ・マコンドー「月に吠えろ」 / 倉本朋幸(2015年）
- オーストラ・マコンドー「家族」 / 倉本朋幸(2015年）
- オーストラ・マコンドー「ありがたみをわかりながら死ね」 / 倉本朋幸（2018年）
- 本多劇場グループPRESENTS オーストラ・マコンドー 無声演劇 『俺も頑張る』 / 倉本朋幸（2020年）
- 盆栽 / 倉本朋幸（2020年）
- オーストラ・マコンドー 11周年記念公演『孤独(仮)』 / 倉本朋幸（2021年）

### CM
- 東京海上日動（2017年）
- 東京建物「故郷の景色」篇（2017年）
- UHA味覚糖「のんサプリbyグミサプリ」篇（2018年）
- SUZUKI Japan「XBEE」（2020年）
- 日清食品『日清これ絶対うまいやつ！』「麺恋歌 篇」（2020年）

### MV
- マカロニえんぴつ『はしりがき』（2021年）
- SEKAI NO OWARI『タイムマシン』（2024年）
- 日向坂46『One choice』（2023年）

## 受賞歴
- 第31回『高崎映画祭』最優秀新進俳優賞（2017年、映画『ケンとカズ』）

## 外部サイト
- プロフィール - ADONIS A Co.,Ltd.
- カトウシンスケ (@shinbotch) - X